# Presenzano
Presenzano är en kommun i provinsen Caserta, i regionen Kampanien i södra Italien. Kommunen hade 1 778 invånare (2017) och gränsar till kommunerna Conca della Campania, Marzano Appio, Mignano Monte Lungo, Pratella, Sesto Campano, Tora e Piccilli samt Vairano Patenora.
Under antiken var Presenzano känt som Rufrae och en alternativ sträckning av via Latina passerade där.
Den här artikeln är helt eller delvis baserad på material från italienskspråkiga Wikipedia, tidigare version.